# Ocotea mollifolia
Ocotea mollifolia là loài thực vật có hoa trong họ Nguyệt quế. Loài này được Mez & Pittier miêu tả khoa học đầu tiên năm 1903.